# Virbia phalangia
Virbia phalangia là một loài bướm đêm thuộc phân họ Arctiinae, họ Erebidae.